# Douglas Mawson
Sir Douglas Mawson (Shipley, 5 maggio 1882 – Brighton, 14 ottobre 1958) è stato un esploratore australiano; guidò una spedizione in Antartide dal 1911 al 1914.

## Biografia
La famiglia di Mawson emigrò in Australia nel 1884. Douglas studiò ingegneria mineraria all'Università di Sydney, lavorò per un breve periodo come assistente di chimica e prese parte come geologo ad una spedizione alle Nuove Ebridi nel 1903, nel 1904 divenne docente di mineralogia presso l'Università di Adelaide. Dal 1907 al 1909 partecipò come geologo alla spedizione Nimrod guidata da Shackleton, fece parte del gruppo che raggiunse il Polo Sud Magnetico e fu uno dei primi a scalare il monte Erebus sull'isola di Ross.
Non accettò l'invito a partecipare alla spedizione Terra Nova guidata da Robert Falcon Scott. Scelse invece di guidare una propria spedizione, la spedizione Aurora, con obiettivo l'esplorazione delle aree meridionali del continente, la Terra di Giorgio V e la Terra Adelia. Le finalità della spedizione, che durò dal 1911 al 1914 e che fece uso della nave Aurora, erano l'esplorazione dell'area e alcuni studi scientifici che prevedevano il ritorno di Mawson al Polo Sud magnetico. La nave attraccò l'8 gennaio 1911 a Capo Denison, nella Baia del Commonwealth, dove fu stabilito il campo base. Un secondo campo, detto West Camp, fu stabilito alla Terra della Regina Maria. Il campo base si rivelò molto battuto da forti venti e quindi venne costruita una capanna di legno nella quale il gruppo trascorse l'inverno antartico.
Le esplorazioni, iniziate nel periodo estivo, prevedevano la divisione in tre gruppi; il gruppo di Mawson scoprì i ghiacciai Ninnis e Mertz, così chiamati dai nomi dei suoi compagni di spedizione.
Il 14 dicembre 1912, B.E.S. Ninnis precipitò in una voragine assieme al tiro di cani e la slitta contenente quasi tutte le provviste della spedizione.
Mawson e Mertz dovevano affrontare   un viaggio di 500 km per tornare alla base di Commonwealth Bay. Occorrevano tre settimane, ma le provviste bastavano solo per una decina di giorni. Nelle prime due settimane, Mawson e Mertz avanzarono celermente benché consumassero non più di 400grammi di cibo al giorno, in gran parte carne proveniente dai cani da tiro, uccisi per sopravvivere. Per renderla commestibile la facevano bollire per ore. Entrambi gli esploratori cominciarono alla vigilia di Capodanno a sentirsi male, e ad accusare forti fitte all'addome. Nei giorni successivi i due furono colti da sintomi inquietanti: la pelle si staccava a brandelli e i capelli cadevano a ciocche. Una settimana dopo, Mertz cadde in un sonno delirante, dal quale non si svegliò più. Mawson nel suo diario, ancora vivo ma in uno stato deplorevole, riporta questo: "tutto il mio corpo sta marcendo per mancanza di nutrimento adeguato. Ho i polpastrelli congelati, piaghe infette, le mucose del naso distrutte, le ghiandole salivari che rifiutano di funzionare, la pelle che si stacca dal corpo". Il viaggio solitario di Mawson durò 28 giorni. Anche Mawson cadde in un crepaccio, ma la sua slitta si impigliò nel bordo dello stesso e quindi riuscì a salvarsi. I crepacci nel ghiaccio, la depressione e la terribile malattia non riuscirono però a stroncarne l'esistenza. Arrivò a Capo Denison poche ore dopo che la nave Aurora aveva lasciato la baia. Mawson e altri cinque uomini trascorsero un secondo inverno nella capanna.
Nel corso del lungo soggiorno in Antartide i membri della spedizione esplorarono gran parte della costa, fecero dettagliate descrizioni degli aspetti geologici e biologici e definirono in modo più preciso il polo sud magnetico. Al suo ritorno sposò Paquita Delprat e fu nominato cavaliere (Sir), ma l'opinione pubblica dedicò poca attenzione ai suoi risultati, poiché l'attenzione era tutta rivolta al tragico epilogo della spedizione di Scott e allo scoppio della prima guerra mondiale.
Dopo la guerra, durante la quale servì al ministero delle munizioni britannico, tornò ad Adelaide e continuò la carriera accademica, guidò la spedizione congiunta di Regno Unito, Australia e Nuova Zelanda in Antartide del 1929-1930 che pose le basi per la costituzione del Territorio Antartico Australiano nel 1936. Dedicò inoltre molto tempo alle ricerche sulla geologia della catena di Flinders nella parte settentrionale dell'Australia Meridionale. Nel 1952 venne nominato professore emerito. Morì nel 1958 all'età di 76 anni.

## Opere
- Home of the Blizzard